# Boelarebos
Boelarebos is een helling en een bosgebied in de Vlaamse Ardennen gelegen in Overboelare in de Belgische provincie Oost-Vlaanderen, net ten zuiden van Geraardsbergen. 

## Natuurgebied
Het Boelarebos is een Natura 2000-natuurgebied dat Europees erkend is (Bossen van de Vlaamse Ardennen en andere Zuid-Vlaamse bossen). Het ligt ten zuidwesten van de Oudenberg. Onder de Hoge Buizemont liggen vier bronnen die drie brongrachten voeden die langs het bos naar de Gaverbeek en de Dender vloeien. Langs deze brongrachten staat een specifieke vegetatie zoals: paarbladig goudveil, verspreidbladig goudveil,muskuskruid, slanke sleutelbloem. Op de hellingen van het Boelarebos groeien bosanemoon, maagdenpalm, aronskelk, boshyacint, salomonszegel, lelietje-van-dalen, daslook en vogelmelk.

## Wielrennen
De beklimming start een stuk na de rivier de Dender en voert door een bos. Zowel aan het begin als aan het einde van de klim bevindt zich een bareel, weliswaar links of rechts te omzeilen met de racefiets. Vlak voor de top zijn de laatste meters in kasseien uitgevoerd.
Ten noorden van deze klim ligt de Overberg.

## Afbeeldingen

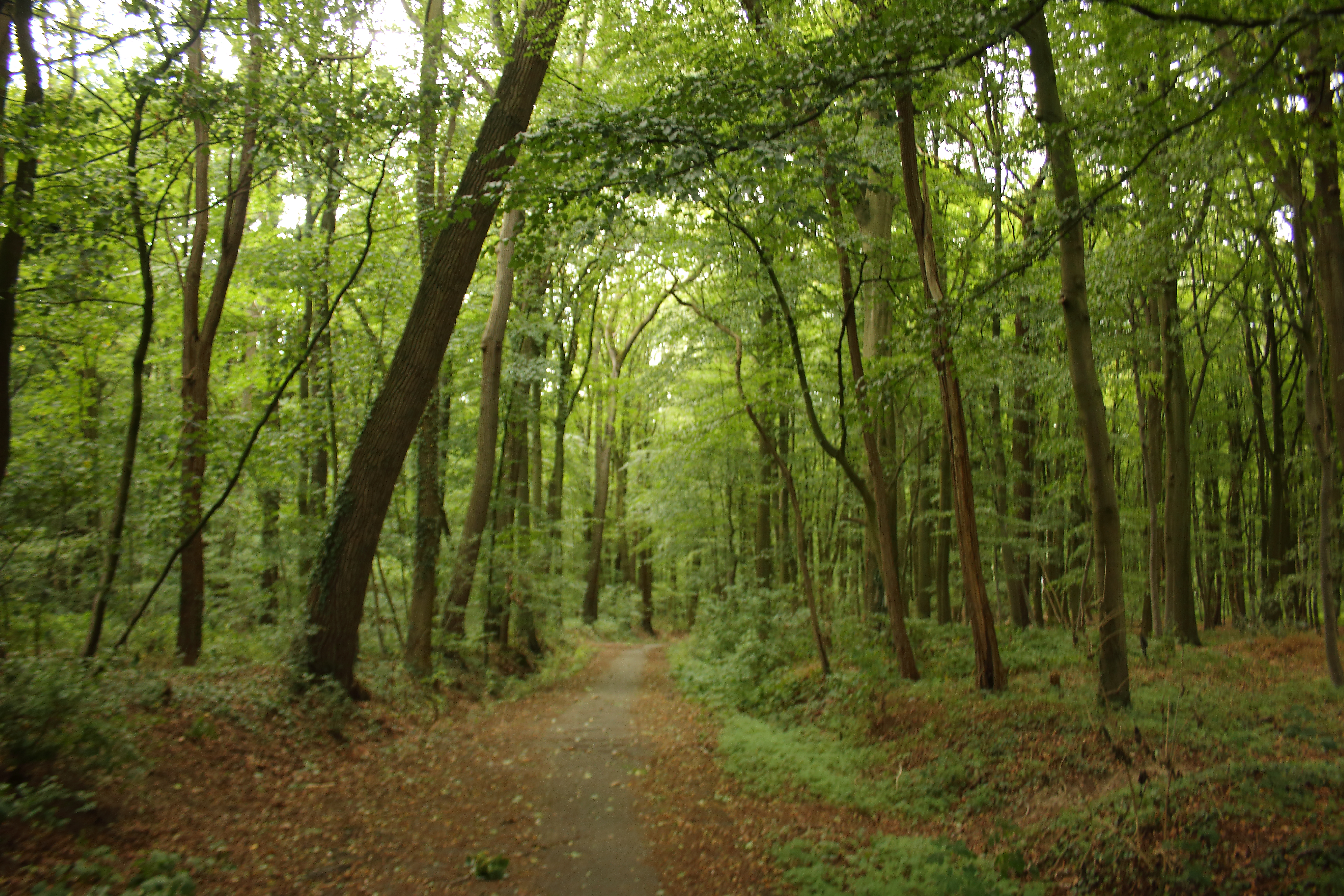
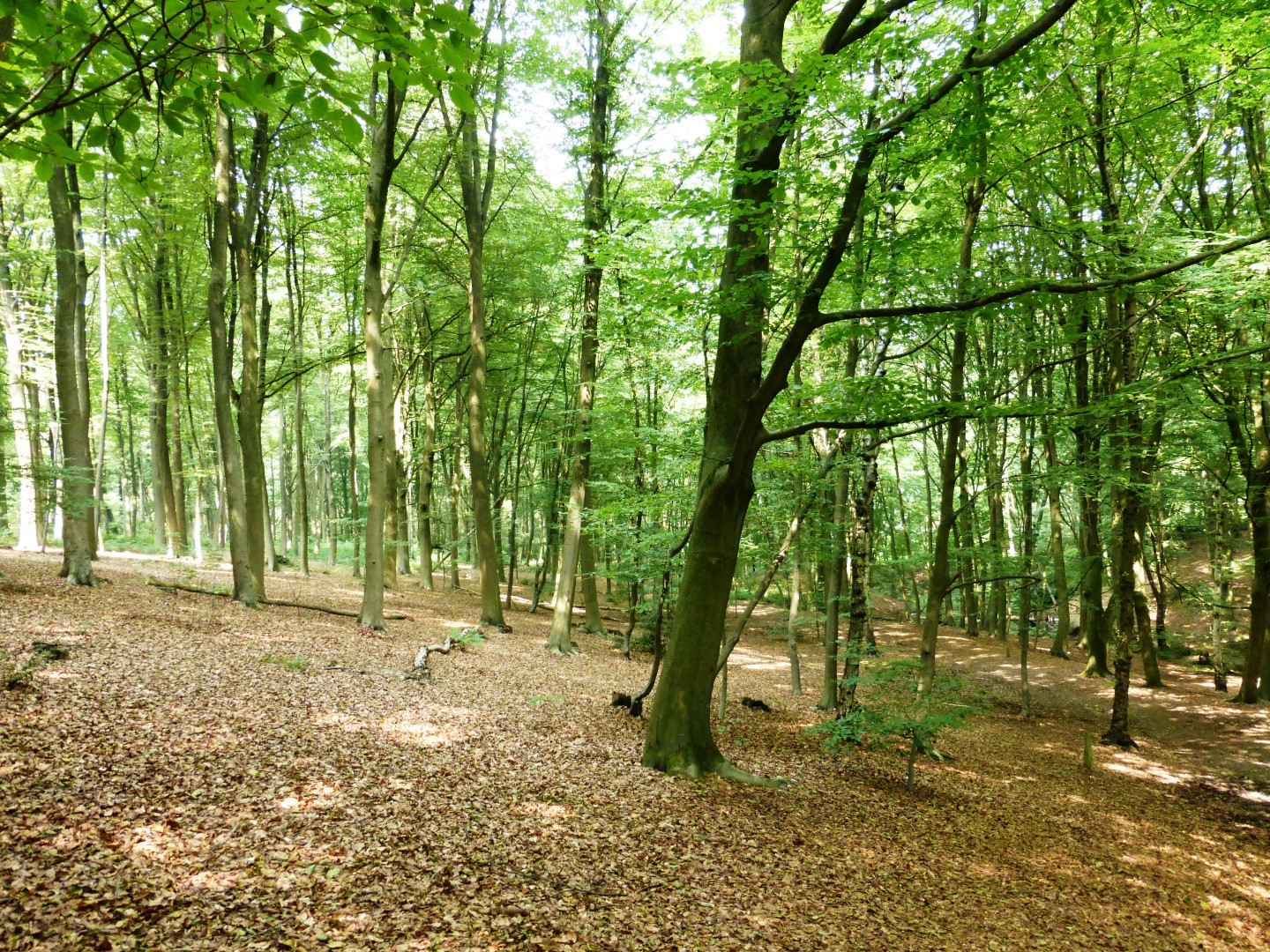
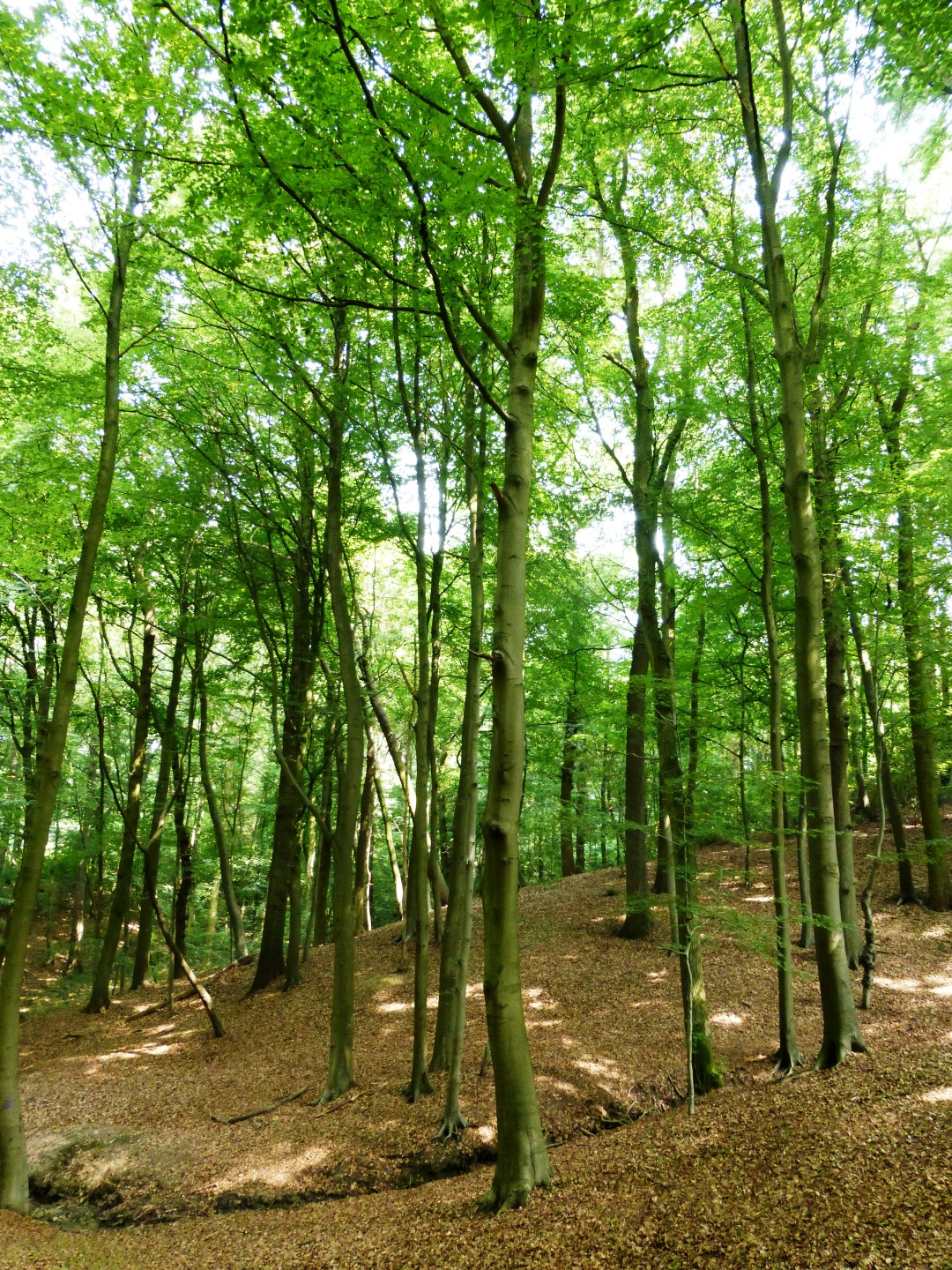
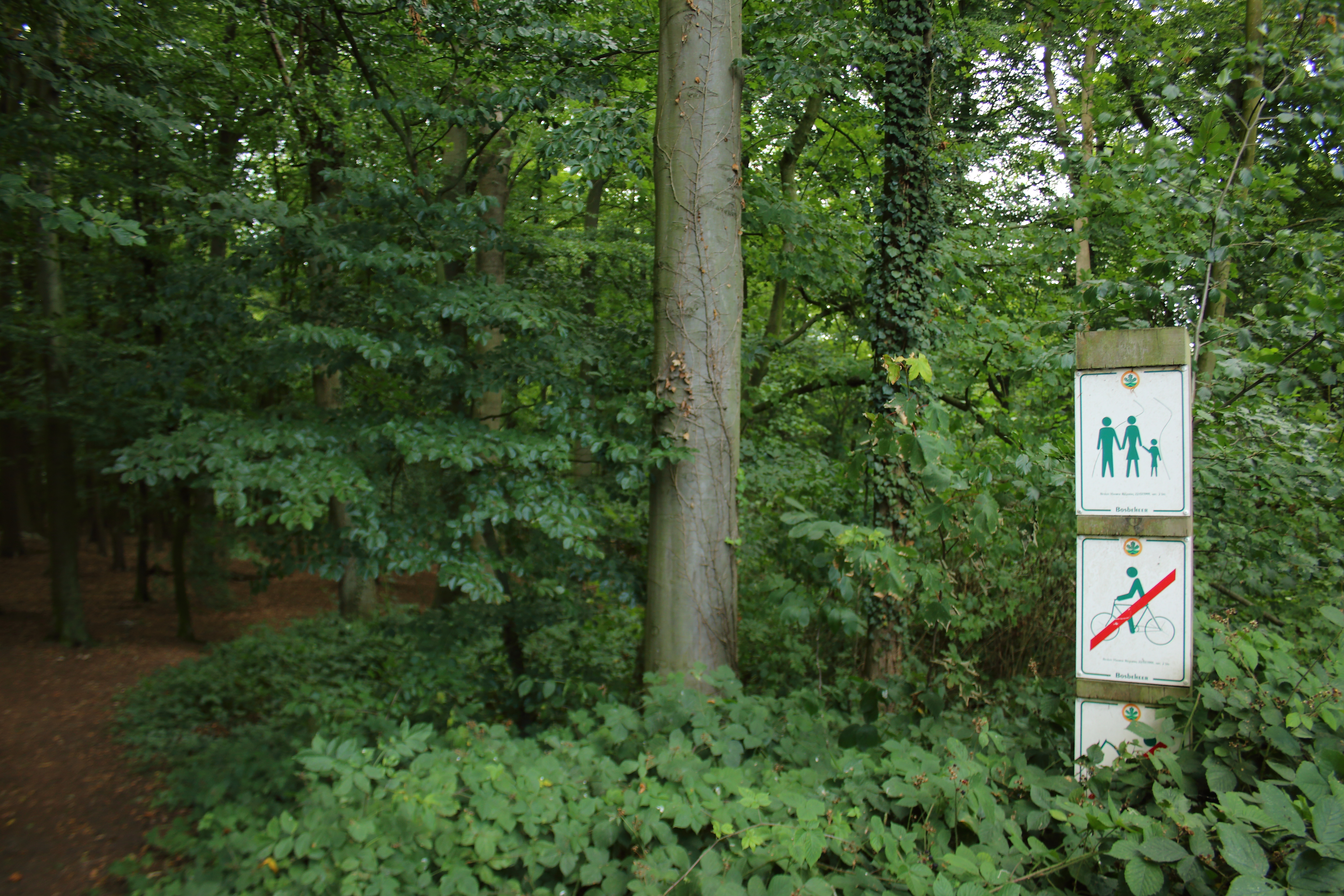